# 鳥越大日スポーツランド
鳥越大日スポーツランド（とりごえだいにち- ）は、石川県白山市にあったスキー場である。もとは鳥越高原大日スキー場の名称で営業していたが、2007年に改称した。
スキー場は初級者向けで金沢市からも近いので日帰りの家族連れがよく見られる。2007-2008シーズンおよび2008-2009シーズンは改装中であったが、2010年1月4日にオープンした。しかし、2012年2月26日をもって廃止された。
夏季は広大な駐車場を利用したジムカーナが行われていたが2023年2月17日をもって閉鎖された。

## コース
- 第1クロユリコース（中・上級者向け）　最大斜度25度
- 第2クロユリコース（中級者向け）最大斜度22度
- シャクナゲコース（中級者向け）最大斜度20度
- ササユリコース（初級者向け）最大斜度12度

- 改装前までは初・中級者向けのハマナスコースと中・上級者向けのジャイアントコースおよびパノラマラインの3コースが存在したが、いずれのコースも2010年1月現在、使用されていない。

## 施設
- レストハウス兼宿泊施設（鳥越高原ロッジ、大日ロッジ）
- レンタルショップ
- ショップ
- スキースクール・ボードスクール
- 駐車場（1,000台、無料）

## 交通アクセス
バス
- 白山市のコミュニティバス「めぐーる」の「上野・阿手ルート」の末端にある阿手バス停が最寄り。当バス停周辺にはタクシーは常駐していないため、鳥越大日スポーツランドへは更に徒歩での移動が必要となる。
なお、かつては金沢駅前からはスキーシーズンに北陸鉄道運行の直行バスが運行されていたが、2010年現在、運行を取り止めている。

車
- 金沢方面からは国道157号を勝山方面へ。白山市の白山町南交差点から石川県道44号小松鳥越鶴来線を鳥越・阿手方面へ。金沢から車で約60分。
- 北陸自動車道で小松IC下車。石川県道25号金沢美川小松線、国道360号を経て、別宮北（べっくきた）交差点から石川県道44号小松鳥越鶴来線を阿手方面へ。小松ICから車で約50分。
小松市方面からは国道416号から石川県道109号阿手尾小屋線を経て向かうこともできるが、スキーシーズンにあたる冬季は市境付近の区間が閉鎖され、車両の通り抜けが出来ない。

## その他
- 当スキー場はかつて阿手鉱山（あてこうざん）と呼ばれた鉱山があった。1887年（明治20年）に銅鉱脈が発見されて以降、銅鉱を採掘していたが、1931年（昭和6年）に閉山している。現在ではその遺構を見ることはほぼできなくなっているが、大日ロッジ前には記念碑がたてられている。なお、スキー場は1970年（昭和45年）に開業した。
- 1980年代のスキーブームの頃は、小松市の大倉岳高原スキー場とロープウェイで接続する構想もあったが、後のブームの衰退により計画は消滅した。